# 笹渕智
笹渕 智（ささぶち さとる、1987年4月20日 - ）は、日本のラグビー選手。

## プロフィール
- 愛知県出身。
- ポジションはロック(LO)、フランカー(FL)。
- 身長 185cm、体重 97kg
- 国民体育大会の愛知県代表に選ばれたことがある[1]。

## 来歴
2006年、旭野高校卒業後、國學院大学に入学する。なお旭野高校時代、第29回高校東西対抗試合に東軍で出場した。
2009年、國學院大學ラグビー部の副将に就任した
2010年、國學院大學卒業後、豊田自動織機シャトルズに加入。
2015年、豊田自動織機シャトルズを退団した